# Jeux de ruelle à Shanghai
 (avril 2011).
Si vous disposez d'ouvrages ou d'articles de référence ou si vous connaissez des sites web de qualité traitant du thème abordé ici, merci de compléter l'article en donnant les références utiles à sa vérifiabilité et en les liant à la section « Notes et références ».
Les jeux de ruelle  sont un groupe de jeux très courants dans les ruelles shanghaïennes au milieu du XXe siècle. À cette époque-là, il y avait beaucoup de ruelles étroites contenant des maisons mitoyennes appelées « shikumen » (石库门) à Shanghai. Les enfants qui habitaient dans ce genre de maisons jouaient toujours ensemble à différents jeux dans les ruelles après la classe, ainsi on les a nommés « les jeux de ruelle ». Pour les gens nés dans les années 50, 60 même voire 70 et 80, ces jeux les ont impressionnés.

## Quelques jeux de ruelle typiques
- Rouler le cercle de fer (gun tie quan 滚铁圈) :

On utilise un fil de fer dont un bout est recourbé en forme de croc pour faire rouler un cercle de fer. Le vainqueur de ce jeu est choisi soit d’après le temps joué, soit d’après la distance parcourue.
- Jouer au volant (ti jian zi踢毽子) :

Ce jeu datant de la dynastie des Han est plus apprécié par les filles que les garçons. Le volant traditionnel se compose de trois parties : deux pièces de cuivres avec un trou au milieu, des plumes et un tube qui lie les deux parties susmentionnés. On lance et relance le volant du pied pour qu'il ne tombe pas à terre. 
- Sauter à l’élastique (tiao xiang pi jin 跳橡皮筋)：

C’est un jeu préféré par les filles. Il demande au moins trois personnes, dont deux tiennent fixement l’élastique, et l’autre saute. Le jeu devient de plus en plus difficile avec l’élévation de l’élastique. Les participants disent toujours des comptines à haute voix en sautant à l’élastique. Bien qu’on saute selon toutes  sortes de figures, une règle reste toujours la même: celui qui touche l’élastique est éliminé du jeu. 
- Tourner le diabolo (dou kong zhu 抖空竹)

Il y a de différentes formes de diabolo en Chine. Dans les ruelles de Shanghai, on voit toujours le diabolo qui a la forme d’un haltère, mais en bois. On utilise un fil de coton avec des manches aux bouts, pour tirer et faire va-et-vient le diabolo sur une cannelure, afin qu’il ne cesse pas de tourner. Quand il tourne assez vite, il vrombit.

## Situation présente
Comme la plupart des vieilles maisons a été démolie, il reste très peu de ruelle maintenant à Shanghai. Issus des ruelles, les jeux semblent s’éteindre avec la disparition de leur environnement. Afin de garder le souvenir de cette ville, les autorités ont commencé à faire des efforts pour sauver les jeux de ruelle. Par exemple, des groupes d’activités dans le but de les populariser s’organisent dans les quartiers et les écoles.